# 반송 삼절사
반송 삼절사(盤松 三節祠)는 부산광역시 해운대구 반송동에 있는 조선시대의 건축물로 양지·양조한·양통한 등 임진왜란 때 순절한 양씨 일가의 위패를 모시고 제사를 지내는 곳이다. 1986년 5월 29일 부산광역시의 유형문화재 제1호 반송삼절사로 되었다가, 2014년 9월 3일 반송 삼절사로 띄어쓰기를 적용하여 문화재 지정 명칭이 변경되었다.

## 개요
삼절사는 임진왜란때 왜군에 맞서 싸우다 순절한 양씨 일문 3인의 위패를 모신 곳이다. 3인 중 양지는 경기도 파주인으로 적성현감을 거쳐 경기도 광주군수로 부임하여 임진왜란때 성을 지키다 순절하여 이조판서에 증직되었으며, 1839년 삼절사 건립후 합사하였다. 양조한(1555-1592)은 동래향고 유생으로 동래향교에 모셔진 성현들의 위패를 성내의 정원루에 봉안한 후 순절하여 호조정랑에 증직되었다. 양통한(1559-미상)은 양조한의 아우로서 난을 피하여 두아들과 함께 창녕 화왕산성에서 의병활동 중 순절하여 호조좌랑에 증직되었다.
이들 임란 순절 삼공신의 넋을 위로하고 뜻을 기리기 위해 약 300여년간 지역주민을 중심으로 매년 봄 가을에 향사를 이어왔으며, 향토방위를 통한 호국정신과 당시의 사회윤리관 확립을 위한 정신사적 측면, 그리고 이를 기념하는 현장임을 감안, 문화재자료로 지정되었다.
1839년 동래부사 이명적에 의해 약 400평의 경역에 사당 1동, 재실 1동, 관리사 1동의 목조건물이 건립된 후 몇차례의 보수를 거쳤으며, 1990년 현재의 모습으로 정화하였다.

## 같이 보기
- 임진왜란

## 참고 자료
- 반송 삼절사 - 국가유산청 국가유산포털
- 《부산의 문화재》, 부산광역시, 2000